# Onuris (mitología)

Onuris con cuatro altas plumas.

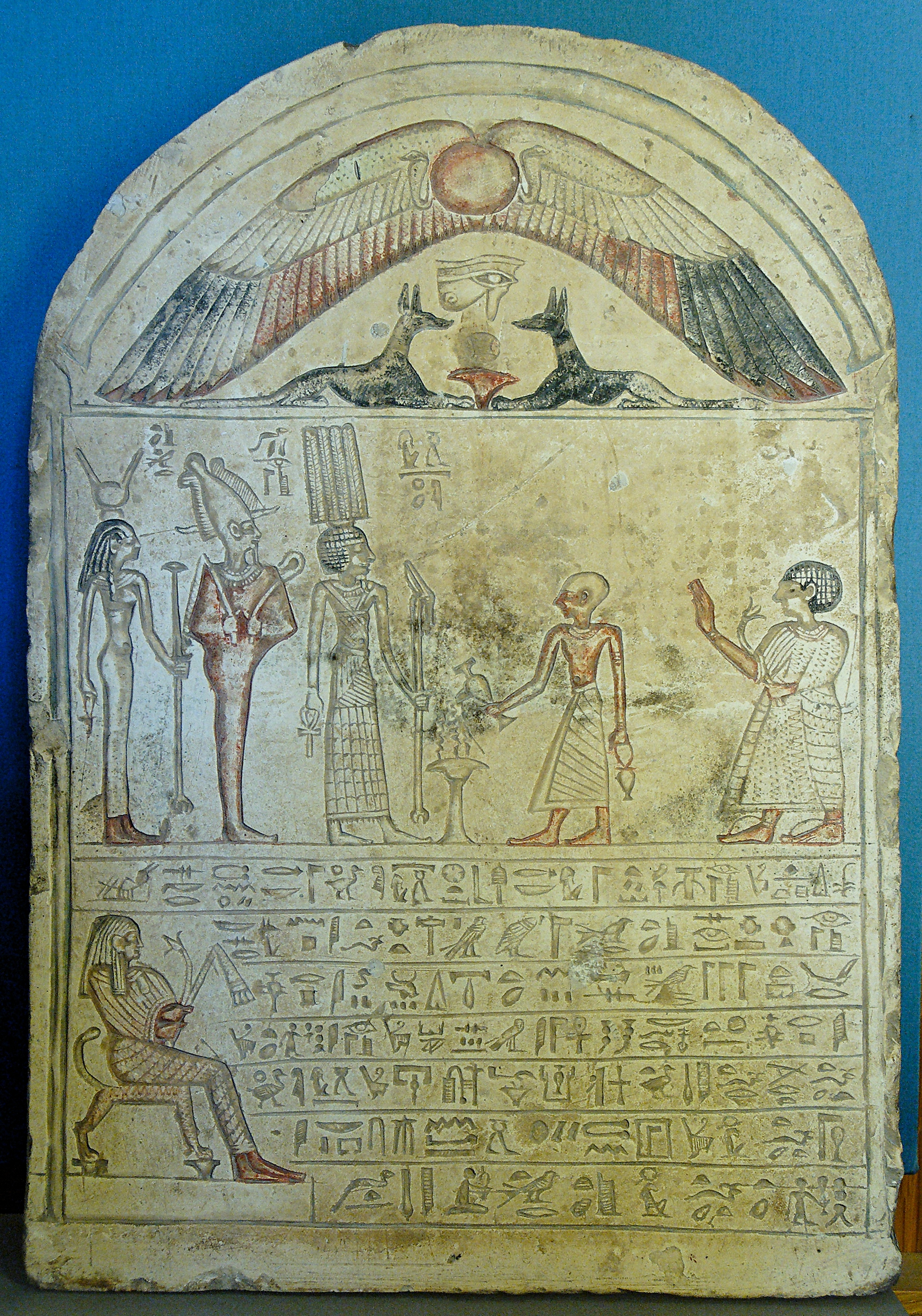
Meretitef, músico de Tefnut, honrando a los dioses de Tinis: Onuris, Osiris e Isis. Estela de Meretitef, Louvre.

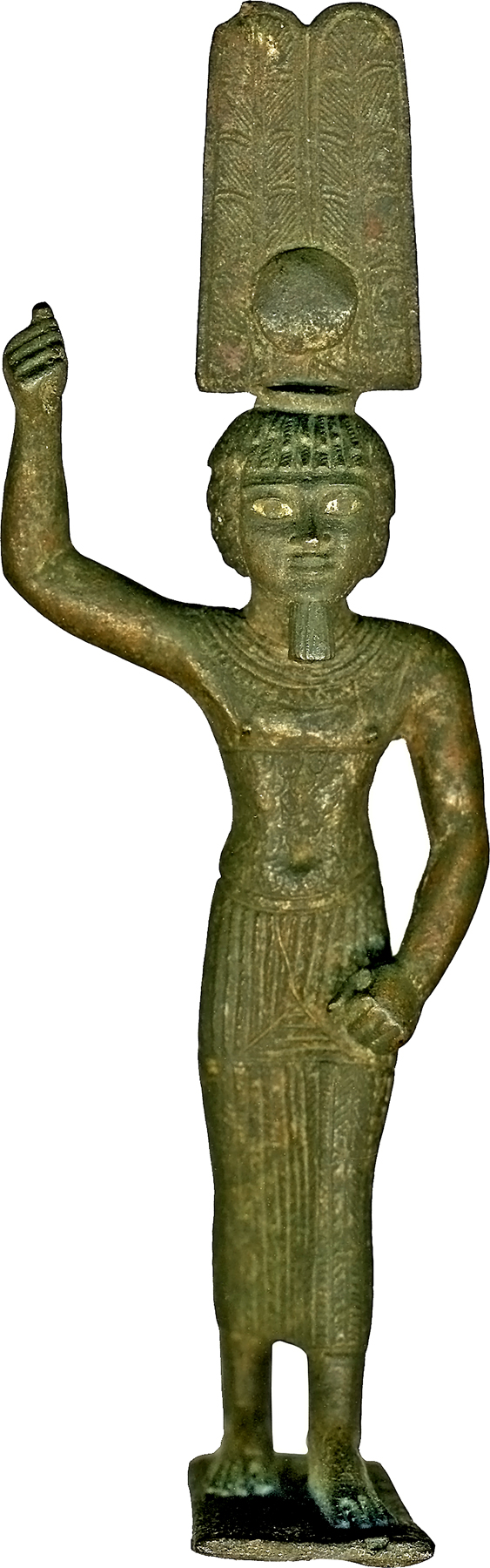
Onuris con tocado de dos plumas, representado como un guerrero. Walters Art Museum. Baltimore.

Onuris es el nombre griego de la divinidad egipcia Inheret, que significa "aquél que ha traído a la diosa lejana". También se puede ver escrito como Anhur, An-Her, Anhuret, Han-Her o Inhert. Simboliza el poder creativo del sol.
| W25 · n | V28 | D2 · r | t · N31 | G7 | in ḥr t - Inheret, con las variantes: | W25 | N31 |, | W25 | N1 |

## Iconografía
Se representaba como un hombre barbado y con peluca corta, que lleva un tocado con cuatro plumas (a veces, dos) y vestido con una túnica. Aparece tirando de una cuerda que cae del cielo con la que conducía el sol y que otras veces parece una lanza. En ocasiones, se le ha llegado a representar con cabeza de león (que representa fuerza y poder). En algunas representaciones, el vestido parece similar a un kilt.

## Mitología
En la mitología egipcia, Onuris era originalmente un dios extranjero de la caza, cuyo reino estaba en el desierto, que pasó a ser un dios de la guerra durante el Período tinita, y comenzó a ser venerado en la zona egipcia de Abidos, especialmente en Tinis, durante la dinastía XI.
El mito dice que habría traído a su esposa, Menhit desde Nubia, siendo su contrapartida femenina, significando su nombre (el que) trae a la lejana. Según la leyenda, Ra mandó a su mensajero Onuris para que trajera de vuelta a su Ojo, que tenía vida propia. Según otra tradición trajo de vuelta a casa a una diosa que habría huido a Nubia, siendo ésta identificada con Tefnut.
Tenía el título de Destructor de los enemigos y era el patrono del ejército egipcio, personificaba a los guerreros del rey y era el protector de sus fieles contra sus enemigos y los animales dañinos. En las fiestas en su honor, se realizaban simulacros de batallas entre sacerdotes y el pueblo en el que se golpeaban con bastones.
Los griegos igualaron a Onuris con su dios de la guerra, Ares. Los dioses del Olimpo huyeron de Tifón y tomaron forma animal en Egipto. La leyenda dice que Ares había tomado la forma de un pez como Lepidotus u Onuris.
Durante la época romana, el emperador Tiberio fue representado en los muros de los templos egipcios portando la corona distintiva de cuatro plumas de Onuris.

## Sincretismo
Debido a que el nombre de Onuris también podría significar portador del cielo, y por su tocado, fue identificado más tarde como Shu, esposo de Tefnut, convirtiéndose en Onuris-Shu. Puesto que era la deidad más popular y significativa y, de hecho, Shu era más un concepto que un dios, Shu fue asimilado finalmente a Onuris durante el Imperio Nuevo.
En el Imperio Nuevo, su popularidad aumentó y llegó a tener también el título de Salvador, convirtiéndose para el pueblo en su libertador, debido a su visión de la guerra como fuente de libertad y victoria. Su fijación en la guerra, como Salvador y como defensor del sol, compartido con Horus, contribuyó a su eventual identificación con el mucho más grande dios Horus. Como cazador de animales salvajes aparece en estelas que posteriormente servirían como modelo a las estelas mágicas en las que se representa a Horus de pie sobre los cocodrilos.
Durante el período egipcio de dominio sobre Nubia, los kushitas llamaron a Horus-Onuris, Arensnufis (o también Arsnufis, Harensnufis), Ari-hes-nefer en egipcio, que significaría Horus de la hermosa casa. En consecuencia, una vez que Osiris llegó a ser identificado como un aspecto de Horus (y viceversa), Arensnufis fue visto como esposo de Isis. Como Aresnufis es representado en la Capilla de Adijalamani del Templo de Debod, actualmente en Madrid.
También se le identifica con el Tot de Panebes, diferente al Tot de Hermópolis Magna, siendo en este caso Hathor, la diosa lejana.

## Culto
Los centros de su culto fueron Tanis, la capital del VIII nomo del Bajo Egipto y Sebennitos, capital del XII nomo del Bajo Egipto donde se le consideraba el dios del viento.

## Sumos sacerdotes de Onuris
- Amenhotep, del tiempo de Tutmosis IV. Henut, esposa de Amenhotep era una cantante de Onuris. Sus hijos Hat y Kenna fueron guerreros del carro de Su Majestad. Esto es conocido por la estela del British Museum (EA 902).[4]
- Hori.[5]
- Minmose, hijo del Sumo Sacerdote de Onuris, Hori y su esposa Inti. Del reinado de Ramsés II.[5]
- Anhurmose, de la época de Merenptah.[5][6]
- Sishepset, de la época de Ramsés III.[6]
- Harsiese, mencionado en un ostracon en Abidos.[6]